# Едуард V
Едуард V (на английски: Edward V; * 4 ноември 1470; † 1483) е крал на Англия от 9 април 1483 година до свалянето му от власт два месеца по-късно. Той е най-възрастният син на Едуард IV и Елизабет Уудвил. Възкачва се на трона след смъртта на баща си през април 1483 г. Управлението му трае само 2 месеца и е силно доминирано от неговия чичо Ричард, херцог на Глостър, който го детронира и наследява като Ричард III. Едуард, заедно с по-малкия си брат, Ричард Шрузбъри, първи херцог на Йорк, е изпратен в Лондонската кула под предлог собствената им безопасност. Двамата принцове никога повече не са видени живи. Счита се, че най-вероятно Ричард III е поръчал убийството им, макар да не е доказано, че той е отговорен за смъртта им.
Заедно с Едуард VIII и Лейди Джейн Грей, Едуард V е сред тримата британски монарси след 1066, които не са короновани.

## Ранни години
Едуард се ражда в светилище в Уестминстърското абатство, където майка му, Елизабет Уудвил, е потърсила убежище от фамилията Ланкастър, които управляват кралството след отстраняването от власт на баща му, Едуард IV от фамилията Йорк. С възстановяването на баща му на трона, Едуард е обявен за принц на Уелс.
През 1480 крал Едуард IV сключва съглашение с херцога на Бретан, като двамата решават да сгодят децата си – Едуард V (тогава на 10 години) и Ан (4-годишна). Първото дете от техния брак е щяло да бъде принц на Уелс, а второто да получи Бретан. Изчезването на Едуард V слага край на тези планове.
Едуард IV основава Съвет на Уелс и граничните територии на Уелс с Англия (регионална административна институция), като изпраща там сина си Едуард като номинален президент. Точно там, в замъка Лъдлоу се намира принцът, когато идва вестта за внезапната смърт на баща му.

## Крал на Англия
Едуад наследява трона на 9 април 1483, когато е 12-годишен. Братът на баща му, Ричард III, херцог на Глостър, е определен за регент на двамата си племенници, Едуард V и Ричард Шрузбъри, първи херцог на Йорк. Той пресреща Едуард и неговия антураж на връщане от Уелс и ескортира принцовете до Лондон. След по-малко от три месеца Ричард се качва на трона. На 25 юни Парламентът обявява за незаконни неговите племенници, след като църковният служител Ралф Шау свидетелства, че Едуард IV е сключил брачен договор с Лейди Елеанор Бътлър, преди да се ожени за Елизабет Уудвил, което прави бракът с Елизабет фактически невалиден. Другите братя на Ричард (Едмънд и Джордж, херцогът на Кларънс) са починали преди Едуард, така че Ричард е този, който следва да наследи трона.

## Затворът
След като двете момчета са отведени в Лондонската кула, вече не се появяват публично. Какво се е случило с тях остава загадка за историята. Много книги са написани за принцовете от Лондонската кула. Разпространено е твърдението, че са били убити, като тримата главни заподозрени са: техният чичо Ричард III, Хенри Стафорд (2-ри херцог на Бъкингам) и Хенри Тюдор, който побеждава Ричард и заема мястото му на трона като Хенри VII.

## Съдбата на принцовете от Лондонската кула
Няма сигурни сведения за съдбата на принцовете след тяхното изчезване. Ако са били убити, тайната е била добре пазена. Няма и сведения да са били тайно изведени от страната по море. Предвид високата смъртност при децата в онези времена не е изключено и да са починали от естествена смърт, но това не обяснява липсата на официално погребение. Когато през 1495 Пъркин Уорбек заявява претенции за престола, твърдейки, че е принц Ричард, Уилям Станли (помогнал на Хенри Тюдор срещу Ричард III въпреки своите симпатии към фамилията Йорк) казва, че ако младежът наистина се окаже изгубеният принц, той няма да се бие срещу него и така демонстрира, че привържениците на Йорк не са изгубили надежда, че принцовете може да са оцелели.
През 1674 при реконструкция на Лондонската кула, работници откриват кутия с два малки човешки скелета, която изхвърлят на боклука. Скоро след това обаче възниква предположението, че това са останките от двамата принца. Костите са събрани в урна и Чарлз II нарежда да бъдат погребани в Уестминстърското абатство. Експертите, изследвали костите, не стигат до съгласие по отношение възрастта и пола на децата. Единият скелет е по-голям от другия, много кости липсват, в това число част от по-малката челюст и всички зъби от по-голямата.
Темата за принцовете в Лондонската кула е интерпретирана многократно в живописни и литературни произведения.

## Братя и сестри
Едуард V е по-малък брат на:
- Елизабет Йоркска (11 февруари 1466 – 11 февруари 1503), съпруга на крал Хенри VII и майка на крал Хенри VIII
- Мери Йорк, (11 август 1467 – 23 май 1482), от 1480 обявена за дама от Орденът на жартиерата
- Сесили Йорк, (20 март 1469 – 24 август 1507), от 1480 обявена за дама от Орденът на жартиерата, омъжена два пъти, първият път за Джон Уелес, вуйчо на Хенри VII

Едуард V е по-голям брат на:
- Маргарет Плантагенет, (10 април – 11 декември 1472), починала на 8 месеца, погребана в Уестминстърското абатство
- Ричард Шрузбъри, 1-ви херцог на Йорк (17 август 1473 – 1483?), затворен заедно с Едуард V в Лондонската кула
- Ан Йорк (2 ноември 1475 – 23 ноември 1511), омъжена за Томас Хауърд, 2-ри граф на Съри
- Джордж Плантагенет (март 1477 – март 1479), обявен за херцог на Бедфорд скоро след раждането си, починал две години по-късно, вероятно от чума
- Катрин Йорк (14 август 1479 – 15 ноември 1527), омъжена за Уилям Кортни, 1-ви граф на Девън
- Бриджет Йорк (10 ноември 1480 – 1517), родителите са решили, че тя трябва да се посвети на църквата; през 1487 става монахиня в манастира в Дартфорд

## Предшественици
| Едуард V | Баща: Едуард IV        | Дядо по бащина линия: Ричард Плантагенет, 3-ти граф на Йорк | Прадядо по бащина линия: Ричард Конисбърг, 3-ти граф на Кеймбридж                  |
| Едуард V | Баща: Едуард IV        | Дядо по бащина линия: Ричард Плантагенет, 3-ти граф на Йорк | Прабаба по бащина линия: Ан Мортимър                                               |
| Едуард V | Баща: Едуард IV        | Баба по бащина линия: Сесили Невил                          | Прадядо по бащина линия: Ралф Невил, 1-ви граф на Уестморланд                      |
| Едуард V | Баща: Едуард IV        | Баба по бащина линия: Сесили Невил                          | Прабаба по бащина линия: Джоан Бофор, графиня на Уестморланд                       |
| Едуард V | Майка: Елизабет Уудвил | Дядо по майчина линия: Ричард Уудвил, 1-ви граф Ривърз      | Прадядо по майчина линия: Сър Риичард Уидевил                                      |
| Едуард V | Майка: Елизабет Уудвил | Дядо по майчина линия: Ричард Уудвил, 1-ви граф Ривърз      | Прабаба по майчина линия: Джоан Ведлисгейт                                         |
| Едуард V | Майка: Елизабет Уудвил | Баба по майчина линия: Жакета Люксембург                    | Прадядо по майчина линия: Пиер дьо Люксембург, граф на Сен Пол, Конверсано и Бриен |
| Едуард V | Майка: Елизабет Уудвил | Баба по майчина линия: Жакета Люксембург                    | Прабаба по майчина линия: Маргарет дьо Бо                                          |